# Sri Lanka nos Jogos Olímpicos de Verão de 2020
O Seri Lanca está competindo nos Jogos Olímpicos de Verão de 2020 em Tóquio. Originalmente programados para ocorrerem de 24 de julho a 9 de agosto de 2020, os Jogos foram adiados para 23 de julho a 8 de agosto de 2021, por causa da pandemia COVID-19. Será a 18ª participação do país nos Jogos, com sua estreia em 1948 e tendo perdido apenas a edição de 1976 em Montreal. Sete das participações anteriores foram sob o nome Ceilão.

## Competidores
Abaixo está a lista do número de competidores nos Jogos.
| Esporte   | Masculino | Feminino | Total |
| --------- | --------- | -------- | ----- |
| Atletismo | 1         | 1        | 2     |
| Badminton | 1         | 0        | 1     |
| Ginástica | 0         | 1        | 1     |
| Hipismo   | 0         | 1        | 1     |
| Judô      | 1         | 0        | 1     |
| Natação   | 1         | 1        | 2     |
| Tiro      | 0         | 1        | 1     |
| Total     | 4         | 5        | 9     |

## Atletismo
Os seguintes atletas do Sri Lanka conquistaram marcas de qualificação, pela marca direta ou pelo ranking mundial, nos seguintes eventos de pista e campo (até o máximo de três atletas em cada evento):
- Nota– As posições para os eventos de pista são em relação à bateria do atleta
- Q = Qualificado para a próxima fase
- q = Qualificado para a próxima fase como o perdedor mais rápido ou, em eventos de campo, pela posição sem atingir o alvo para qualificação
- NR = Recorde nacional
- N/A = Fase não aplicável para o evento
- Bye = Atleta não precisou disputar aquela fase

Eventos de pista e estrada
| Atleta               | Evento          | Eliminatória | Eliminatória | Quartas-de-final | Quartas-de-final | Semifinal | Semifinal | Final     | Final   |
| Atleta               | Evento          | Resultado    | Posição      | Resultado        | Posição          | Resultado | Posição   | Resultado | Posição |
| -------------------- | --------------- | ------------ | ------------ | ---------------- | ---------------- | --------- | --------- | --------- | ------- |
| Yupun Abeykoon       | 100 m masculino | Bye          | —            |                  |                  |           |           |           |         |
| Nimali Liyanarachchi | 800 m feminino  |              |              | —                | —                |           |           |           |         |

## Badminton
Sri Lanka recebeu uma vaga da Comissão Tripartite da Badminton World Federation.
| Atleta             | Evento               | Fase de grupos       | Fase de grupos       | Fase de grupos       | Fase de grupos | Eliminação           | Quartas-de-final     | Semifinal            | Final / BM           | Final / BM |
| Atleta             | Evento               | Adversário Resultado | Adversário Resultado | Adversário Resultado | Posição        | Adversário Resultado | Adversário Resultado | Adversário Resultado | Adversário Resultado | Posição    |
| ------------------ | -------------------- | -------------------- | -------------------- | -------------------- | -------------- | -------------------- | -------------------- | -------------------- | -------------------- | ---------- |
| Niluka Karunaratne | Individual masculino | TPE Wang T-w ( , )   | IRL N Nguyen ( , )   | —                    |                |                      |                      |                      |                      |            |

## Ginástica

### Artística
Como o Campeonato Asiático de 2021 em Hangzhou, China, não foi realizado, Milka Gehani, como a próxima atleta elegível pelo ranking do Individual Geral das Eliminatórias do Campeonato Mundial de 2019, ganhou uma vaga. esta será a primeira participação olímpica do país no esporte.
Feminino
| Atleta       | Evento           | Qualificação | Qualificação | Qualificação | Qualificação | Qualificação | Qualificação | Final    | Final    | Final    | Final    | Final | Final   |
| Atleta       | Evento           | Aparelho     | Aparelho     | Aparelho     | Aparelho     | Total        | Posição      | Aparelho | Aparelho | Aparelho | Aparelho | Total | Posição |
| Atleta       | Evento           | SM           | BA           | Tr           | So           | Total        | Posição      | SM       | BA       | Tr       | So       | Total | Posição |
| ------------ | ---------------- | ------------ | ------------ | ------------ | ------------ | ------------ | ------------ | -------- | -------- | -------- | -------- | ----- | ------- |
| Milka Gehani | Individual geral |              |              |              |              |              |              |          |          |          |          |       |         |

## Hipismo
Pela primeira vez na história, o Sri Lanka inscreveu um atleta de saltos de hipismo na competição olímpica do hipismo, ao terminar entre os dois primeiros do ranking olímpico individual da FEI para o Grupo G (Sudeste da Ásia e Oceania). Mathilda Karlsson inicialmente teve uma parte de seus pontos de qualificação removidos devido a um erro administrativo da FEI, porém a decisão foi revogada pela Corte Arbitral do Esporte.

### Saltos
| Atleta            | Cavalo | Evento     | Qualificação | Qualificação | Final       | Final   | Total       | Total   |
| Atleta            | Cavalo | Evento     | Penalidades  | Posição      | Penalidades | Posição | Penalidades | Posição |
| ----------------- | ------ | ---------- | ------------ | ------------ | ----------- | ------- | ----------- | ------- |
| Mathilda Karlsson | Chopin | Individual |              |              |             |         |             |         |

## Judô
O Sri Lanka inscreveu um atleta masculino nos Jogos após receber uma vaga pela Comissão Tripartite da International Judo Federation.
Masculino
| Atleta                | Evento | Fase de 32           | Oitavas-de-final     | Quartas-de-final     | Semifinais           | Repescagem           | Final / BM           | Final / BM |
| Atleta                | Evento | Adversário Resultado | Adversário Resultado | Adversário Resultado | Adversário Resultado | Adversário Resultado | Adversário Resultado | Posição    |
| --------------------- | ------ | -------------------- | -------------------- | -------------------- | -------------------- | -------------------- | -------------------- | ---------- |
| Chamara Dharmawardana | −73 kg |                      |                      |                      |                      |                      |                      |            |

## Natação
O Sri Lanka recebeu um convite de Universalidade da FINA para enviar nadadores de melhor ranking em seus respectivos eventos individuais nas Olimpíadas, baseado no Sistema de Pontos da FINA de 28 de junho de 2021.
| Atleta             | Evento                | Eliminatória | Eliminatória | Semifinal | Semifinal | Final | Final   |
| Atleta             | Evento                | Tempo        | Posição      | Tempo     | Posição   | Tempo | Posição |
| ------------------ | --------------------- | ------------ | ------------ | --------- | --------- | ----- | ------- |
| Matthew Abeysinghe | 100 m livre masculino |              |              |           |           |       |         |

## Tiro
O Sri Lanka recebeu um convite da Comissão Tripartite para encaminhar uma atiradora da carabina de ar para as Olimpíadas, contanto que a marca de qualificação mínima (MQS) fosse atingida.
| Atleta           | Evento                       | Qualificação | Qualificação | Final  | Final   |
| Atleta           | Evento                       | Pontos       | Posição      | Pontos | Posição |
| ---------------- | ---------------------------- | ------------ | ------------ | ------ | ------- |
| Tehani Egodawela | Carabina de ar 10 m feminino |              |              |        |         |

Legenda de qualificação: Q = Qualificado para a próxima fase; q = Qualificado para a disputa do bronze (espingarda)